# SN 2002er
SN 2002er – supernowa typu Ia odkryta 6 września 2002 roku w galaktyce UGC 10743. Jej maksymalna jasność wynosiła 14,89m.